# Anse Boileau
Anse Boileau ist einer der 25 Verwaltungsbezirke der Seychellen. Im Südwesten der Insel Mahé gelegen, zählt er zu den flächenmäßig größeren und weniger dicht besiedelten Bezirken des Landes.

## Benennung und Geschichte
Im Juni 1790 landete das Schiff Achille, von der Île de France kommend, auf Mahé. Sein Kapitän Boileau überbrachte den französischen Siedlern ein Schreiben der Kolonialversammlung der Île de France, welches zur Gründung einer eigenen Kolonialversammlung auf den Seychellen führte. Nach dem Kapitän der Achille wurde der Bezirk benannt. 

## Infrastruktur
Im Bezirk befindet sich die Satellitenanlage von Cable & Wireless, die die Telekommunikationsverbindung der Seychellen mit dem Rest der Welt sicherstellt. An einer an der Anse Louis gelegenen Bucht befindet sich auf einer Halbinsel ein Luxusresort. Dort wird auch eine Meerwasserentsalzungsanlage betrieben.

## Sonstiges
Aus Anse Boileau stammt der Schriftsteller Antoine Abel, der bereits in der ersten Hälfte des 20. Jahrhunderts die Fabeln von La Fontaine ins Seychellenkreol übersetzt hat. Der Distrikt ist landesweit für seine preisgekrönten traditionellen „Kanmtole“-Tänzer bekannt.